# Zappa Plays Zappa
Zappa Plays Zappa je americká tribute skupina, vedená Dweezilem Zappou, nejstarším synem hudebníka a skladatele Franka Zappy. Skupina se věnuje hudbě Franka Zappy.